# 上長和駅

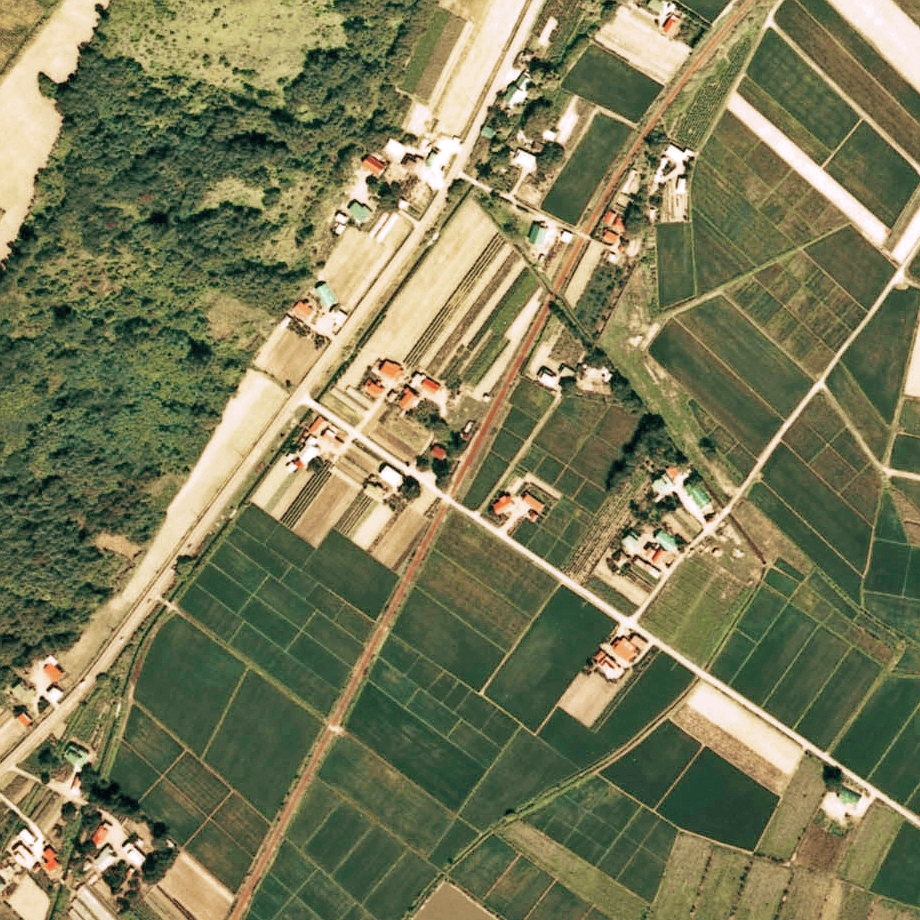
1976年の上長和駅と周囲約500m範囲。左下が伊達紋別方面。

上長和駅（かみながわえき）は、かつて北海道（胆振支庁）伊達市上長和町に設置されていた、日本国有鉄道（国鉄）胆振線の駅（廃駅）である。事務管理コードは▲131901。

## 歴史
- 1940年（昭和15年）12月15日 - 胆振縦貫鉄道伊達紋別駅 - 徳舜瞥駅（後の新大滝駅）間の開通に伴い、上長流停留場（かみおさるていりゅうじょう）として開業[4]。旅客のみ取り扱い[1]。
- 1944年（昭和19年）7月1日 - 胆振縦貫鉄道が戦時買収により国有化され、路線名を胆振線に改称[1]。同時に駅に昇格し、同線の上長流駅となる[1]。
- 1959年（昭和34年）10月10日 - 上長和駅に改称[1]。
- 1986年（昭和61年）11月1日 - 胆振線の全線廃止に伴い、廃駅となる[2]。

### 駅名の由来
所在地名より。もともと同地は「上長流（かみおさる）」の名で、駅名も同名であったが、1959年（昭和34年）4月に「長流」と同時に字名が変更され、同年10月に長流駅と共に駅名が改称された。

## 駅構造
廃止時点で、単式ホーム1面1線を有する地上駅であった。ホームは、線路の西側（倶知安方面に向かって左手側）に存在した。転轍機を持たない棒線駅となっていた。
無人駅となっており、駅舎はないがホーム出入口附近にプレハブ建築の待合所を有した。

## 利用状況
- 1981年度（昭和56年度）の1日当たりの乗降客数は6人[6]。

## 駅周辺
- 北海道道233号伊達洞爺線[8] - 現・国道453号（有珠国道）。
- 上長和駐車公園
- 伊達温泉
- 長流川[8]
- 有珠山 - 駅の北東[8]。駅より望めた[6]。
- 昭和新山 - 駅の北[8]。駅より望めた[6]。

## 駅跡
伊達紋別駅と当駅の間の線路跡は、伊達紋別駅構内を出た附近から約4kmに渡りサイクリングロードとして整備された。その終点近くに当駅跡がある。
1997年（平成9年）時点では草に埋もれてホームと木の柵、駅前にあった白樺の木が残存していた。その後本物のホームは撤去され、2010年（平成22年）時点ではサイクリングロードの「上長和休憩所」という公園に整備され、石造りの模擬ホームが設置された。
また、1997年（平成9年）時点では伊達紋別方の伊達温泉附近のサイクリングロード沿いに2kmのキロポストが残存しており、2010年（平成22年）時点でも同様であった。

## 隣の駅
日本国有鉄道
胆振線
伊達紋別駅 - 上長和駅 - 壮瞥駅